# 宇智波鼬
宇智波鼬（うちはイタチ，Uchiha Itachi）是日本動漫系列《火影忍者》中的角色。

## 人物

### 個人檔案
- 父母：宇智波富岳、宇智波美琴
- 兄弟：宇智波佐助
- 性格：冷酷、伶俐[1]、疼愛弟弟、願意犧牲自己[2][3]
- 喜歡的食物：昆布飯糰、高麗菜[2]、甜食（最喜歡糯米丸）[3]
- 討厭的食物：牛排[2]
- 最重要的人：宇智波佐助、宇智波止水
- 忍者學校入學年齡：6歲
- 忍者學校畢業年齡：7歲
- 中忍升級年齡：10歲
- 進入暗部年齡：11歲
- 成為暗部分隊長年齡：13歲
- 信仰：火之意志
- 喜愛的字句：和平
- 常說字句：原諒我佐助，下次吧
- 遺言：原諒我佐助，這是最後一次了！
- 興趣：逛甜點店
- 查克拉性質：風、水、火、陰、陽[4]

### 個人簡介
宇智波佐助的兄長，特徵是黑色長髮，從近鼻翼的眼角延伸至眼下的深邃紋路（淚溝），代表「朱雀」的「朱」字戒指，佩戴在右手無名指上，脖子戴有項鍊。為人沉著冷靜，天資聰穎的他，五歲就將家族基本忍術「火遁」豪火球之術一學就會，七歲以第一名的成績從忍者學校畢業（六歲入學），八歲時因目睹帶土殺光他的同伴而開啟寫輪眼，十歲晉升為中忍，被稱為「天才忍者」，十三歲就當上暗部分隊長，是家族的驕傲。不料卻突然在一個晚上之內將家族幾乎全滅後，離開木葉成為叛忍，並加入「曉」（實則是為了保護木葉而加入曉作為間諜）。他的弟弟宇智波佐助成為家族中唯一的活口，自始不惜一切以殺死他為目標，為族人復仇。

### 殺光族人之謎
關於他把族人全部殺光的原因，因為父親就是策畫武裝政變的黑手，才會讓木葉高層不得不盯上宇智波一族，再加上自己是暗部一員必須執行上級命令，希望他將宇智波一族抹杀。之後由於志村段藏的威脅，在經過一番掙扎以後，思考了對村子長遠以來的規劃，如果宇智波家族僥倖地奪下這場政變的勝利，也會被後人汙名為叛變份子，且其他家族也不會服氣讓宇智波奪走政權，成為一場亂局。村子的和平，他选择了听从木叶高層的命令，和偽裝成宇智波斑的宇智波帶土一同殺掉所有的族人。但是鼬十分疼爱自己的弟弟，於是在滅族時，並未殺害佐助。

### 經典臺詞
1. 原諒我，佐助，下次吧。
2. 原諒我，佐助，這是最後一次了。
3. 並不是成為火影才能被大家認可，而是被大家認可的人才能成為火影，別忘了你的夥伴。
4. 每一種術都有弱點與缺陷，這種術的弱點和風險，就是我！
5. 如果想知道自己是什麼樣的人，就要正視和承認真正的自己，不能認同自己的人註定失敗，就像曾經的我一樣。
6. 你可以永遠不原諒我，但不管你今後想怎麼做，我都會一直深愛着你。
7. 每個人都會被自己的知識或想法給困住，還把這種現象稱呼為為現實。可是知識跟想法是很曖昧的東西，那種現實也許只是鏡花水月，人都活在自己所認定的想法裡，你不這麼認為嗎？

## 劇情表現

### 自來也決戰篇
鼬和搭檔干柿鬼鮫一同返回木葉，欲把身為「九尾祭品之力」的漩渦鳴人帶回「曉」。途中遇上巡邏的木葉上忍猿飛阿斯瑪及夕日紅，雙方展開對戰。他破解紅「魔幻・樹縛殺」之術，並把紅擊敗。後來其在暗部時期的前輩—旗木卡卡西趕到支援，欲以寫輪眼迎戰；但鼬的寫輪眼是進化版的「萬花筒寫輪眼」，無論在力量跟操控方面，始終遠超越卡卡西。他對卡卡西使用幻術月讀，使卡卡西在幻術世界中被鼬折磨了72小時，而實際上在真實世界中度過的時間只是一瞬間。因為「萬花筒寫輪眼」不能使用過度，否則會對身體有極壞的影響，故使用不久便停止。卡卡西敗北後，本來將要把鳴人抓回「曉」，很不湊巧的遇上自來也。此時弟弟佐助也趕來，鼬對他施予幻術·月讀來刺激他，讓弟弟重溫父母被殺害的那天。最後用天照逃脫了自來也的蛤蟆嘴束縛術後，決意暫時休兵停戰以補充體力，並跟鬼鮫一同離去。

### 風影奪還篇
在第二部中，他曾經再度跟鳴人小隊戰鬥。他使用象轉術消耗三分之一的查克拉使砂忍村的上忍：由良成為自己的替身，並突然出現於鳴人小隊面前，還宣稱要請鳴人跟他走，不過也表示這次絕不會使用萬花筒寫輪眼。鼬透過替身對鳴人使用幻術，使鳴人覺得自己身體出現不尋常的變化，似有數個人頭附在其身上並咒罵他。不過，鳴人因查克拉已混亂，無法自我控制，後來靠春野櫻以及千代奶奶幫助其破解幻術。最後，鼬的替身被鳴人的新術「大玉螺旋丸」打倒，鼬對替身的控制亦立即被解除。但他已經達到「曉」所吩咐的任務，成功拖延鳴人一隊的行動，完成對我愛羅施行的「幻龍九封盡」。

### 追蹤鼬篇
戰後鼬並沒有和鳴人等再碰頭，反而轉往他處執行收伏尾獸的行動，其小隊亦成功收拾了四尾祭品之力老紫及其尾獸。不過，當他從「曉」的隊員處得知有關弟弟佐助的情況時，似乎有點在意。
直到第366回與367回，鼬才分別以影分身跟鳴人及佐助會面。本來鼬只是想跟鳴人談話，而不是來活捉鳴人這個祭品之力。但卻因鳴人的衝動行為而被打斷了。鼬再轉而私下找佐助，亦被充滿仇恨心的佐助攻擊。但就在離開前，鼬指示佐助前往宇智波家族的禁地，跟他作個了斷。第380話中，佐助終於和鼬會面，仇恨之戰亦將展開。佐助和鼬的對戰中佐助佔上風，從鼬的背後刺了一劍。似乎這又是鼬幻術所變化出的分身，佐助亦察覺這點，於是用千鳥流攻向身後的另一個宇智波鼬。但從絕的口中得知，其實雙方一直是在進行幻術的攻防，而實際上卻未曾動身。而鼬向佐助透露「宇智波一族」創始人宇智波斑還存在的事實，他口中這位「亦師亦友的男人」與其一起消滅全族。又道出萬花筒寫輪眼是有馴服九尾力量之能；只不過使用者要付出代價，因為到最後能力會被封印，並陷入失明的黑暗世界當中。宇智波斑是第一個使用瞳術降服九尾之人；也是全族唯一解開萬花筒寫輪眼另一秘密之人。
鼬道出萬花筒寫輪眼另一秘密，就是能透過奪取族中其他人的萬花筒寫輪眼（「雙瞳相融」），而保有永遠光明的「新雙瞳」。斑就是這樣從其弟弟處奪取了萬花筒寫輪眼，而創造了有獨特瞳術的新眼睛（然而這也亦非必然發生之事，所以也造就了過往族中的不少慘劇）。故鼬一直就是希望佐助能練成萬花筒寫輪眼，以好作為他的「備用品」，讓他能從弟弟處得到「新雙瞳」；他亦稱他們兩兄弟是對方的「備用品」。他妄想能超越宇智波斑，而成為宇智波最高領導者。現在他正準備從弟弟處得到他夢寐以求、永不墮入黑暗的眼睛。
然而實際上鼬完全沒有打算奪取佐助的眼睛，加上自己身患重病及當時佐助還沒開啟萬花筒寫輪眼，故不可能獲得永恆萬花筒寫輪眼。鼬假裝自己妄想超越宇智波斑是希望刺激弟弟獲得萬花筒寫輪眼並移植他的眼睛進化成永恆萬花筒寫輪眼，以便能觸發早前在鳴人體內放置有宇智波止水寫輪眼的烏鴉的別天神，強制改變弟弟的想法，讓弟弟「守護木葉」。
他以月讀使佐助以為自己的左眼被他奪去，以圖使其陷入控制當中，但卻反過來被佐助破解了其幻術。因左眼在「月讀」被破解之時受傷，所以行動變得鈍化，中了佐助的「影風車之術」而沒事。佐助對鼬再使「火遁·豪火球之術」，鼬亦以「火遁·豪火球之術」還擊，但仍被佐助壓制下來。此情況下，他決定使出「天照」之術，把佐助的火焰給完全吞噬，並一度撲向佐助身上；但佐助又利用大蛇丸流替身術，成功潛入地底以避開「天照」之術，並在地底中以「火遁·豪龍火之術」襲擊因使用「天照」而不能變身的鼬。此刻雙方均用盡自身的查克拉力量，鼬的右眼及嘴角均流出鮮血、右手亦被火遁燒傷，似乎已筋疲力盡；佐助雖也用盡查克拉，但為了向鼬報仇已早有準備，準備使出其極秘之術擊敗鼬。
原來佐助是透過火遁之術射向天空使之產生熱量與雨水以引發落雷，並將雷遁查克拉集於手中，以此為引將落雷導引至鼬。這個術被佐助名為「麒麟」，一舉將鼬所身處的岩石擊得粉碎，佐助亦滿以為鼬的死期已到，但意想不到的是鼬卻也使出終極防禦，防禦了佐助的轟擊；他亦使出終極之術「須佐能乎」，原作防衛的骷髏慢慢化成巨人。然而就在此際隱藏在佐助體內的大蛇丸藉由咒印取回自己被奪的力量，趁佐助力量虛耗之際使出「八歧之術」變化出八歧大蛇。但面對「須佐能乎」的力量，不僅八歧大蛇紛紛被斬下頭顱，就連潛藏在八歧大蛇內的大蛇丸，被「須佐能乎」的十拳劍刺中後，跟八歧大蛇一起被吸進「須佐能乎」所持的酒葫蘆內。佐助從大蛇丸的天之咒印中脫離束縛，而恢復過來。但佐助此時已用盡寫輪眼的力量，其寫輪眼亦消失。
面對鼬強大的「須佐能乎」，佐助又沒有寫輪眼的力量，唯有不斷以引爆符進行攻擊；但這卻一一被「須佐能乎」所持的「八咫鏡」抵禦過來，鼬更步步迫近，伸出手指作勢要取出佐助的雙眼。忽然鼬口吐大量鮮血，彌留之際鼬笑著對佐助說:「原諒我吧！佐助，這是最後一次了……」，原本看似要挖佐助眼睛的手則戳了佐助的額頭(如同過去兩人年幼時一樣)，然後在微笑中倒地死去，佐助呆站一會兒後、也同樣不支倒地；天降大雨，黑火隨著施術者得逝去而消滅，這場大戰就此畫上終結。
後來經自稱宇智波斑的宇智波帶土透露，事實上殺害全族只是木葉高層所指派的一項特殊任務；據說因為木葉高層發現宇智波一族企圖造反，而鼬的父親正是領導者。因鼬是一個熱愛木葉、熱愛和平的人，所以就充當了宇智波一族與木葉之間的雙面諜，並跟帶土一起滅掉欲叛亂的宇智波一族；但他是個更愛弟弟的人，始終對弟弟下不了手，並在出逃木葉成為叛忍前請求三代好好保護弟弟。在整件事上，帶土形容鼬只是一個可憐的犧牲品，但帶土卻在死後高度評價鼬的行為，雖然有利用其弟弟的成份在內。第二部的兄弟之戰中，與其弟宇智波佐助的戰鬥中身亡（據帶土所說這其實是鼬早就精密設計好的一場戰鬥，且當時身患重病），臨死之前微笑著點了下弟弟的額頭，並且請求佐助最後一次原諒他，其一原因是要將瞳術注入佐助體內(為了防止帶土告訴佐助真相，鼬想用天照把帶土滅口)、二是因為自己對佐助造成傷害而身懷愧疚，真心請求弟弟原諒。

### 第七班篇
在佐助與段藏交戰時，佐助的烏鴉分身包圍了段藏，這時，已故的鼬居然出現在段藏的身後。不過那只是佐助的幻術。佐助與鳴人短暫交手後，佐助要求帶土，幫他移植了鼬的眼睛，以使他得到永恆萬花筒寫輪眼。

### 第四次忍界大戰篇
漫畫489話裡，鼬被藥師兜以「穢土轉生之術」召喚出來。及後在忍界大戰時期，跟著其他被「穢土轉生之術」召喚的忍者參與戰爭。與長門一起對上鳴人及殺人蜂。在交戰期間，受止水的萬花筒寫輪眼最強的幻術「別天神」影響而擺脫穢土轉生的控制，而跟鳴人及殺人蜂聯手封印了被兜完全控制的長門，後來對於欲一肩承擔整場戰事的鳴人給予勸告和託付信念後，鼬決心去阻止穢土轉生，而鳴人和奇拉比以阻止鳶和佐助為目標重新出發。576話在前往兜所在地途中與佐助相遇，佐助為了知道關於鼬的真相而追在後頭。579話穢土轉生的鼬與佐助合力對付兜。585話發動伊邪那美。在第590話擊敗兜穢土轉生解除之際，向佐助施展幻術，告訴他真相。臨走之際對佐助說：「我總是對你說謊，把你推的遠遠的，說著原諒我，下次吧⋯這一次，我訴說了所有真相，再沒有隱瞞，你永遠不原諒我也沒有關係，但記住，無論你做出什麼選擇，變成什麼樣子，我都一直深愛著你」。

## 術
- 底色為 （杏仁白）色的表示該忍術為動畫、遊戲、劇埸版的原創。

| 招式名稱        | 簡介 | 種類         | 等級 |
| --------------- | --- | ------------ | ---- |
| 影分身          | 用於諜報的高級分身術，是將查克拉均分製造出實體分身，並可同使用者一起行動戰鬥，解除後能將記憶和經驗傳回本體。 | 忍           | B    |
| 分身大爆破      | 將影分身引爆的忍術。 | 忍           | A    |
| 火遁·鳳仙火     | 從口中連續吐出火球，攻擊軌道就像鳳仙花的果實，火球的軌跡可以利用查克拉來操縱，同時也可以在其中加入手裏劍加強威力。 | 忍           | C    |
| 火遁·鳳仙花爪紅 | 將火遁之火纏繞在手裏劍上向對手發射。此術須在極近距離發動，才能發揮最大效果。是手裏劍加上火焰的雙重忍術。 | 忍           | B    |
| 火遁·豪火球     | 以查克拉提煉，從口中發出一發大火球，其威力可以燒出直徑7公尺的洞穴來，非一般下忍能學懂。據卡卡西表示火遁‧豪火球之術是由宇智波一族所發明，因此宇智波一族特別喜歡使用這招，基本上每一個宇智波一族都懂得使用此招，還視此為基本忍術，並規定必須要練會。 | 忍           | C[5] |
| 火遁·豪火滅卻   | PS2原創招式吐出大火球並在一定距離時爆炸，威力驚人。 | 忍           |      |
| 水遁·迅水       | 水遁版本的瞬身之術。 | 忍           |      |
| 水遁·水分身     | 利用查克拉控制水進而製造分身的忍術，對此分身的攻擊都會被水化解。 | 忍           | C    |
| 水遁·水牙彈     | 將水急速彈起，在宇智波鼬與卡卡西之戰，曾用水牙彈，出其不意的攻擊腳部。 | 忍           | B    |
| 水遁·水龍彈     | 在伊邪那美的幻境中，鼬用寫輪眼预知兜想用此术化解火遁，被鼬抢先一步使出。 | 忍           | B    |
| 泡沫            | PS2原創招式，在敵人中了自身逐漸化做泡沫的幻術後，再瞬身到敵人後面給予一擊。 | 血繼限界、幻 |      |

### 瞳術
- 底色為 （杏仁白）色的表示該忍術為動畫、遊戲、劇埸版的原創。

| 招式名稱            | 簡介 | 種類         | 等級 |
| ------------------- | --- | ------------ | ---- |
| 寫輪眼              | 可以洞察、複製、催眠、記憶、看見穴絡經脈，可透過顏色來區分查克拉，並看見敵方的下一個動作。而且眼睛上勾玉的數量越多（最多三個），擁有者的反應和能力越強（鼬所擁有的真正瞳力是能看穿人心，讀懂人心，並且將其用於戰鬥。這是在580話中兜說的）。 | 血繼限界     | -    |
| 萬花筒寫輪眼        | 比寫輪眼更高級的瞳術，例如直接攻擊（天照）、精神攻擊（月讀）、特殊攻擊（神威）等。 | 血繼限界     | -    |
| 通靈之術            | 跟烏鴉訂下契約後，能召喚出烏鴉協助戰鬥（漫畫577，鼬通靈出烏鴉攻擊過佐助）。 | 忍           | C    |
| 寫輪眼·烏鴉分身     | 利用寫輪眼在烏鴉身上，投射出自己的幻影分身，只需少許的查克拉即可施展。 | 忍           | C    |
| 魔幻·鏡天地轉       | 將對手施展的幻術反彈。 | 血繼限界、幻 | -    |
| 魔幻·枷杭術         | 寫輪眼擁有的「催眠眼」的幻術能力之一。在術者構築的精神世界裡，被捉之人的四肢會有一種被打進楔子的感覺，身體的自由也完全喪失，同時還伴有物理痛感的錯覺，發揮出拷問般的強大效果。 | 血繼限界、幻 | -    |
| 瞳術·日神           | 讓被施術者中招後被一個黑色球體包住，連同球體往下沉。（此為遊戲原創招式） | 血繼限界、幻 | -    |
| 天照                | 萬花筒寫輪眼的擁有者才能使用的忍術，代表物質界與光，將眼中的一切化為火遁系之極致術，黑色的火炎可燃盡一切物體。 | 血繼限界、忍 | -[6] |
| 轉寫封印·天照       | 對他人做出某動作，透過血液轉入事先準備好的瞳術（天照）封印術式，術式可依照施術者額外設定，如他人看見某事物就可發動天照。 | 封印、忍     | -    |
| 月讀                | 萬花筒寫輪眼的擁有者才能使用的忍術，代表精神界與暗，此術能使對方進入由施術者控制的精神世界中受到長時間痛苦，但在現實世界中只佔一瞬間的時間，迅速地使敵人的意志崩潰。此外，亦可以用以重現自己的記憶。 | 血繼限界、幻 | -[7] |
| 須佐能乎            | 在萬花筒寫輪眼開眼後的隱藏瞳術，可將查克拉實體化為魁梧戰神，攻防一體，不同的萬花筒寫輪眼之須佐能乎也有所不同。分三個階段:第一是骨人狀態，以骨骼為防禦。第二是在第一階段上加上肌肉，此時可用術（八坂勾玉）作出攻擊。第三階段呈斗篷狀態的完全體，把查克拉定型成武士裝甲的高鼻天狗形態，揮刀就可以破壞幾公里土地，瞬間打穿大山，力量能與尾獸匹敵。 | 血繼限界、忍 | -[8] |
| 須佐能乎·十拳劍     | 為鼬的須佐能乎持有的劍。沒有實體的神劍，為三神器之一，又稱「酒刈太刀」，以葫蘆為其容器，是擁有封印能力的草薙劍之一，同時也是大蛇丸一直在尋找的終極武器，只要被它刺中的東西都會永遠被封印於葫蘆內的幻術世界中。 | 血繼限界、忍 | -    |
| 須佐能乎·八咫鏡     | 為鼬的須佐能乎持有的盾。沒有實體的神盾，為三神器之一，能把任何形式的攻擊反彈回去。 | 血繼限界、忍 | -    |
| 須佐能乎·八尺鏡勾玉 | 為鼬最強的遠攻術，為三神器之一，能在第二階段的須佐能乎以巨大的三勾玉進行遠程攻擊。 | 血繼限界、忍 | -    |
| 別天神·守護木葉     | 讓被施術者不知不覺的狀況下被控制，鼬將受宇智波止水託付的左眼植入烏鴉之眼後贈予漩渦鳴人，第四次忍戰時該烏鴉呼應鼬的萬花筒寫輪眼現身進而發動萬花筒寫輪眼·別天神，讓鼬抑制並脫離穢土轉生術者的控制。由於查克拉量不足以再對他人（本欲用於佐助）施展，因此鼬以天照銷毀烏鴉。                                                                         | 血繼限界、幻 | -    |
| 伊邪那美            | 寫輪眼另外一個究極幻術之一，可以不通過五感就讓對手中招的幻術，更準確來講是在對手的腦海中創造出近乎完全真實的幻境，並讓他在幻境中近乎無止境的不斷重複輪迴，是決定命運的幻術，代價是寫輪眼失去光明。此術是原本用來懲戒和拯救伊邪那岐的使用者，當中術者接受自己的命運時，伊邪那美就會自動解開。                                                    | 血繼限界、幻 | -    |
- 補充:月讀、天照、須佐之男、別天神、伊邪那歧與伊邪那美等均為日本神話中的神祇。